# Orcelle
Orcelle ist der Name eines hypothetischen Schiffes der Zukunft.
Von der schwedisch-norwegische Reederei Wallenius-Wilhelmsen wurde in Zusammenarbeit mit Schiffbauern, Architekten, Industriedesignern und Umweltexperten die Vision eines Frachtschiffes mit etwa 20.000 Tonnen Tragfähigkeit entwickelt. Ziel war es, mit Einsatz von allen Möglichkeiten keinerlei schädliche Emissionen in die Atmosphäre oder den Ozean abzugeben. Das bedeutet, dass diese Vision eines Schiffes nur durch Windenergie, Sonnenenergie und Wellenenergie angetrieben wird.
Ein vergleichbares jedoch realisiertes Projekt von Frachtschiffen mit Segelantrieb ist das Dynaschiff von Wilhelm Prölss.